# Доплерівське розширення
Доплерівське розширення (рос. доплеровское расширение, англ. Doppler broading) — розширення спектральних ліній внаслідок хаотичного руху атомів, що випромінюють або поглинають світло. Виникає завдяки ефекту Доплера. Розширена доплерівська лінія має гаусівську форму.

## Доплерівське розширення лінії поглинання атома
Поглинання світла атомом залежить від частоти, а форма спектральної лінії зазвичай є лоренціаном із певною природною шириною лінії. Однак, коли атом рухається до або від джерела світла, резонансна частота його поглинання зміщується завдяки ефекту Доплера. Коли вимірювання проводяться в газі при кімнатній температурі, це доплерівське зміщення частоти може перевищувати природну ширину лінії.
Швидкість атомів у газі підпорядковується розподілу Максвелла:
{\displaystyle n(v)dv=N{\sqrt {\frac {m}{2\pi k_{B}T}}}e^{-{\frac {mv^{2}}{2k_{B}T}}}dv,},
де {\displaystyle N} — число атомів, {\displaystyle k_{B}} — стала Больцмана, а {\displaystyle m} — маса атома.
Доплерове зміщення частоти у разі нерелятивістських швидкостей описується формулою
{\displaystyle \omega =\omega _{0}\left(1\pm {\frac {v}{c}}\right),}
де {\displaystyle \omega _{0}} — частота переходу в атомі, що не рухається, а {\displaystyle c} — швидкість світла. Значення {\displaystyle v} як функції {\displaystyle \omega _{0}} та {\displaystyle \omega } можна підставити в формулу розподілу Максвелла. Тоді розподіл поглинання в залежності від частоти світла буде описуватися гаусіаном:
{\displaystyle P_{\omega }(\omega )d\omega ={\sqrt {\frac {mc^{2}}{2\pi kT{\omega _{0}}^{2}}}}\,\exp \left(-{\frac {mc^{2}\left(\omega -\omega _{0}\right)^{2}}{2kT{\omega _{0}}^{2}}}\right)d\omega },
з повною шириною лінії на половинній інтенсивності
{\displaystyle \Delta \omega =\omega _{0}{\sqrt {\frac {8k_{B}T\ln 2}{mc^{2}}}}.}
Доплерівське розширення накладає обмеження на точність визначення частоти оптичного переходу в атомах. Ширина лінії зменшується зі зменшенням температури, тому вимірювання при низьких температурах точніші. Для підвищення точності вимірювання при кімнатній температурі доводиться використосувати тонкіші методи, як наприклад метод спектроскопії насиченого поглинання.